# Brtnička
Brtnička är en ort i Tjeckien.   Den ligger i regionen Vysočina, i den centrala delen av landet, 130 km sydost om huvudstaden Prag. Brtnička ligger 599 meter över havet och antalet invånare är 117.
Terrängen runt Brtnička är platt.Runt Brtnička är det ganska glesbefolkat, med 34 invånare per kvadratkilometer. Närmaste större samhälle är Jihlava, 17,8 km norr om Brtnička. Trakten runt Brtnička består till största delen av jordbruksmark.